# Sofía Castro Ríos
Sofia Castro Ríos (San Carlos Yautepec, Oaxaca; 18 de septiembre de 1970) es una abogada y política mexicana. Es licenciada en Derecho por la Universidad Autónoma Benito Juárez de Oaxaca de 1992-1997, además cuenta con un Diplomado en Derecho Municipal (2000). Militante activa del Partido Revolucionario Institucional desde 1987. Actualmente es Diputada federal en la LXI Legislatura del Congreso de la Unión de México por el Distrito 5 de Oaxaca desde el 1 de septiembre de 2009, cargo que ejercerá hasta el día 31 de agosto de 2012.
El 1 de diciembre de 2016 toma protesta la lic. Sofía castro ríos como secretaria de asuntos Indígena por parte del gobierno del estado de Oaxaca que encabeza el gobernador constitucional Alejandro Murat Hinojosa.

## Trayectoria política
- Secretaria de Gestión Social de la Confederación Nacional de Organizaciones Populares (CNOP) (2002).
- Secretaria de Organización del Comité Directivo Estatal del PRI-Oaxaca (2002 a la fecha).
- Consejera Política Estatal.
- Delegada a la Asamblea Nacional de Mujeres Priistas (2001).
- Auxiliar en la Dirección de Asuntos Jurídicos (1987-1990).
- Auxiliar en la Secretraría de Finanzas del Comité Directivo Estatal del PRI en Oaxaca (1990-1991).
- delegada de la Secretaría de Desarrollo Agrario, Territorial y Urbano (2013-2015)
- secretaria estatal de asuntos indígenas(2017)

## Cargos de Elección
- Presidente Municipal Constitucional del Ayuntamiento de San Carlos Yautepec, Oaxaca (1999-2001).
- Diputada en el Congreso del Estado de Oaxaca en la LVII Legislatura (2001-2003).
- Diputada en la LX Legislatura del Congreso de la Unión, iniciando funciones el 1 de septiembre de 2003 y concluyó el día 31 de agosto de 2006.
- Diputada federal en la LXI Legislatura del Congreso de la Unión de México (2006-2009)
- Diputada federal en la LXII Legislatura del Congreso de la Unión de México(2009-2012)

## Cargos Administrativos
- Oficial Judicial en la Primera Secretaría del Juzgado Quinto de Distrito en el Estado de Oaxaca (1991-1992).
- Secretaria Particular de la Directora General del DIF en Oaxaca (1993-1995).
- Comisionada en la Dirección Jurídica del Gobierno del Estado de Oaxaca (1995).
- Jefe del Departamento del Sistema para el Desarrollo Integral de la Familia (DIF) del Estado (1996-1998).
- Coordinadora Operativa en el Programa de Damnificados por el Huracán Paulina (1997).

## Otros Cargos
- Presidente del Frente Único de Presidentes Municipales del Distrito de Yautepec. *Secretaria Ejecutiva de la Alianza de Productores Rurales de Tlacolula-Yautepec, "Alproduce Tlayau" A.C.
- Consejera del Instituto de Administración Pública del Estado de Oaxaca.
- Consejera Técnica del Consejo Nacional de la Competencia Laboral.
- Socia Fundadora de la Unión Estatal de Mujeres Oaxaqueñas, A.C.